# Mamasapano
Mamasapano is een gemeente in de Filipijnse provincie Maguindanao op het eiland Mindanao. Bij de laatste census in 2007 had de gemeente ruim 29 duizend inwoners.

## Geografie

### Bestuurlijke indeling
Mamasapano is onderverdeeld in de volgende 14 barangays:
| - Bagumbong - Dabenayan - Daladap - Dasikil - Liab - Libutan - Lusay | - Mamasapano - Manongkaling - Pidsandawan - Pimbalakan - Sapakan - Tuka - Tukanalipao |

## Demografie
Mamasapano had bij de census van 2007 een inwoneraantal van 29.285 mensen. Dit zijn 9.226 mensen (46,0%) meer dan bij de vorige census van 2000. De gemiddelde jaarlijkse groei komt daarmee uit op 5,36%, hetgeen hoger is dan het landelijk jaarlijks gemiddelde over deze periode (2,04%). Vergeleken met de census van 1995 is het aantal mensen met 13.164 (81,7%) toegenomen.

De bevolkingsdichtheid van Mamasapano was ten tijde van de laatste census, met 29.285 inwoners op 85,31 km², 343,3 mensen per km².